# 稅務政策組
稅務政策組（英語：Tax Policy Unit）是中華人民共和國香港特別行政區政府財經事務及庫務局擬增設的部門。